# Biomusik
Biomusik ist eine experimentelle Musikform, die nur Töne von oder aus dem menschlichen Körper oder Tieren verwendet. In der Biomusik werden auch Hirnströme gemessen, aufgenommen und als Geräusch abgespielt.
Die Musikform kann in zwei größere Bereiche geteilt werden: Musik, die ausschließlich von Tieren erzeugt wird, und Musik die auf Tiergeräuschen basiert, aber modifiziert wiedergegeben wird. Das Einbauen von Naturgeräuschen im Hintergrund wird auch von anderen Musikrichtungen angewendet, wie zum Beispiel vom New Age.

## Formen der Biomusik

### Walgesang und Musik
Aufnahmen von Walgeräuschen inspirierten die experimentelle Musik seit dem 20. Jahrhundert. In George Crumbs Vox Balaenae (Stimme des Wale) wurde versucht mittels elektrischer Flöte, elektrischem Cello und Klavier ein Ton – wie der der Wale – nach zu erzeugen. Da in dem Stück keine direkten Aufnahmen von Walengesang zu hören ist, kann hier nicht von absoluter Biomusik gesprochen werden. Ein Beispiel der Biomusik mit Walgeräuschen wäre hier And God Created Great Whales, von dem amerikanischen Komponisten Alan Hovhaness, 1970. Bei diesem Konzertstück werden Tonaufnahmen von Buckelwalen oder auch Schwertwalen während der Aufführung im Konzertsaal eingespielt. Der Song Il n'y a plus rien (1973) vom französisch Sänger und Dichter Léo Ferré beginnt und endet mit Walgesängen, gemischt mit einem Symphonie-Orchester.
Auch Kate Bush hat in ihrem Song Moving Walgesänge verwendet.

### Neurofeedback
Musik, die mittels Neurofeedback erzeugt wird, basiert auf den Hirnströmen des Menschen. Das Electroencephalophone, ein Musikinstrument, das Hirnimpulse in Töne umwandelt, wurde erstmals von Erkki Kurenniemi 1960 präsentiert. Als weitere Pioniere des Neurofeedback gelten David Rosenboom und Eduardo Reck Miranda.